# آستوریا (ایلینوی)
آستوریا (به انگلیسی: Astoria) یک منطقهٔ مسکونی در ایالات متحده آمریکا است که در شهرستان فولتن، ایلینوی واقع شده‌است. آستوریا ۱٫۵۲ کیلومتر مربع مساحت و ۹۲۹ نفر جمعیت دارد و ۲۱۶٫۴۱ متر بالاتر از سطح دریا واقع شده‌است.